# NGC 214
NGC 214 (ook wel PGC 2479 of UGC 438) is een balkspiraalstelsel in het sterrenbeeld Andromeda. NGC 214 staat op ongeveer 222 miljoen lichtjaar van de Aarde.
NGC 214 werd op 10 september 1784 ontdekt door de Duits-Britse astronoom William Herschel.